# Bernat IV de Comenge
Bernat IV de Comenge († 22 de febrer de 1225) fou comte de Comenge de 1176 a 1225, fill de Bernat III, comte de Comenge, i d'una filla il·legítima d'Alfons Jordà, comte de Tolosa.
Va participar en certs combats de la Croada albigesa, al camp dels càtars.

## Biografia
A la mort del seu pare, el maig de 1176, va compartir els seus béns amb el seu germà Roger, que va rebre el vescomtat de Coserans. De 1180 a 1195, es va apoderar de la ciutat de Sent Líser i en va fer fora els tres bisbes que es van succeir a la diòcesi fins que el papa va intervenir i va designar al bisbe Navarre, que ho era de Coserans, com el seu legat encarregat de lluitar contra el catarisme. D'una prudent neutralitat durant el setge de Besiers i el setge de Carcassona, es va aliar amb Ramon VI, comte de Tolosa, quan Simó IV de Montfort va atacar a aquest darrer.
Va participar en els combats a Castellnou d'Arri el 1211 i de Muret el 1213. El 1212, Simó de Montfort va ocupar el Comenge, però el Concili del Laterà IV li va tornar el seu comtat el 1216, si bé va quedar obligat a casar la seva filla Peronella amb Guiu de Montfort, el segon fill de Simó IV de Montfort. En la revolta d'Occitània contra Montfort, va participar en 1217 en l'expedició que va sortir del Pallars en auxili de Tolosa i va derrotar els croats en la batalla de Salvetat. Participa amb els seus soldats en la defensa de Tolosa i el 1219 el trobem també a la batalla de Basièja.
A petició del papa, la lluita es va acabar el setembre de 1220 i Bernat va morir el 22 de febrer de 1225.

## Matrimonis i fills
Es casa el 1180 en primeres noces amb Beatriu de Marçan, III de Bigorra, comtessa de Bigorra i vescomtessa de Marçan, vídua del vescomte Pere II de Dacs. Era filla de Pere II Cèntul de Marçan i de Bigorra, comte de Bigorra (Pere II Cèntul III) i vescomte de Marçan (Pere II Cèntul I), i de Mabilla dels Baus, que dona a llum a:
- Peronella († 1251), Comtessa de Bigorra i vescomtessa de Marçan (casada cinc vegades).

El 1192, assegurat el control de Bigorra, va repudiar a Beatriu III i la va enviar des de Muret al comtat de Bigorra junt amb la filla Peronella; llavors es va casar en segones noces el 1195 amb Comtors de Labarta, filla d'Arnau Guillem, vescomte de Labarta, amb la que va tenir a:
- Bernat V (1196 † 1241), comte de Comenge.
- Arnau Roger, bisbe de Comenge

Se separa llavors de Comtors per a una qüestió de consanguinitat i va contraure terceres noces el 1197 amb Maria de Montpeller, filla de Guillem VIII, senyor de Montpeller i d'Eudòxia Comnè, amb la que va tenir a:
- Matilde, casada el 1212 amb Sanç III, vescomte de Labarta
- Peronella, casada amb Cèntul I comte d'Astarac

Bernat IV fou igualment el pare de dues filles de les quals no se sap qui fou la mare:
- Delfina, abadessa de l'Esclache
- Mascarossa.

El 1201, Bernat i Maria de Montpeller es van separar. Segons uns, Maria el va deixar per casar-se amb Pere el Catòlic, rei a Catalunya i rei d'Aragó i Bernat va recuperar per a esposa a Comtors de Labarta. Segons altres fou el rei català qui li ho demana a canvi de la cessió del Vall d'Aran, ja que aquest últim s'havia enamorat de Maria de Montpeller, o més probablement desitjant apoderar-se de la senyoria de Montpeller, i reforçar així la seva presència al Llenguadoc.